# Bardcore

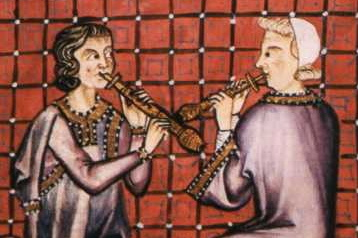

El bardcore o tavernware es un género musical que apareció en 2020 y consiste en hacer covers en estilo medieval de canciones pop.

## Etimología
El término «bardcore» es un neologismo inglés construido a partir del prefijo bard, que hace alusión a los bardos, y el sufijo core, que significa «esencia» o «corazón de las cosas».

## Historia
En diciembre de 2017, la cuenta Algal the Bard publica en Youtube una versión medieval de «Toxicity», de System of a Down. Algunas otras piezas se publican en la plataforma en línea, pero su visibilidad permanece relativamente confidencial, permaneciendo en el orden del epifenómeno.
El periódico The Guardian data el origen del bardcore en abril de 2020, cuando el youtuber alemán  Cornelius Link publicó «Astronomia (medieval style)», una versión de la canción de dance del mismo nombre, del artista Tony Igy. Desde entonces, los «covers medievales» suman millones de reproducciones en YouTube. Se puede citar, por ejemplo, a la youtuber Hildegard von Blingin’, cuyo nombre hace clara referencia a la compositora alemana del siglo XII Hildegard von Bingen. El trabajo de Blingin' no solo radica en hacer covers con estilo medieval, sino que incluso traduce las letras modernas a un idioma antiguo, como en el caso de «Pumped up Kicks» de Foster The People.
El citado periódico The Guardian, así como otros medios, sugieren que el bardcore se relaciona estrechamente con la pandemia de COVID-19, pues los creadores de bardcore tuvieron tiempo este año para dedicarse a los covers medievales y, además, hay un sentimiento de temor a la enfermedad similar al miedo a la peste negra en la época medieval.   
La musicóloga Lisa Colton afirma que los covers de bardcore no son recreaciones auténticas de la música medieval, pero que se alimentan de la nostalgia, elemento fundamental de otros fenómenos musicales de internet, como el vaporwave o el lo-fi. Otro elemento importante del bardcore es que este pertenecería al llamado «humor existencial» de la Generación Z.